# Берег Сабріни
Берег Сабріни (англ. Sabrina Coast) — частина узбережжя Землі Вілкса в Східній Антарктиді, яка лежить між мисами Саутард (122° 05' с. д.) і Волдрон (115° 33' с. д.).
Протяжність Берега Сабріни становить близько 300 км. Велика частина території являє собою шельфовий льодовик Московського університету, що примикає до материкового льодовикового покрову, поверхня якого круто піднімається на південь.
Даний район був відкритий англійської експедицією Джона Баллені в березні 1839 року. В 1931 році австралійський полярний дослідник Дуглас Моусон присвоїв йому сучасну назву на честь судна «Сабріна» експедиції Баллені. В 1957–1958 роках Берег Сабріни був обстежений радянською антарктичною експедицією.